# Роналд Дворкин
Роналд Мајлс Дворкин (енгл. Ronald Myles Dworkin; 11. децембар 1931 — 14. фебруар 2013) био је амерички правни мислилац, и пред крај живота је радио као професор права на Универзитету државе Њујорк. Познат је по својим доприносима правној и политичкој филозофији. Његова теорија права као интегритета је једно од водећих модерних погледа на природу права.

## Биографија
Роналд Дворкин је рођен 11. децембра 1931. у Провиденсу, у држави Роуд Ајланд. Пошто је дипломирао на Оксфорду, студије права је завршио и на Харварду 1953. године. Пре него што је постао професор, радио је у правосуђу неколико година, прво као приправник судији Лернд Хенду, па затим у њујоршкој адвокатској фирми Саливен и Кромвел. Године 1962. запослио се као професор права на Јејлу (Yale), у држави Конектикат, који је члан Ајви Лиге (Ivy League), заједно са још седам најугледнијих америчких универзитета. Године 1969. прелази на Оксфорд, где наслеђује катедру Херберта Харта и где су му колеге били такође признати правници Џон Финис, Нил Мекормик и Јозеф Раз. 1975. године постаје професор на Универзитету државе Њујорк где је и дан данас, а ванредно предаје и на другим универзитетима. 

### Дела
Филозофи и правни мислиоци већ миленијумима покушавају дефинисати појам права. Плурализам идеја о праву и његовој улози у људском друштву чини овај појам још нејаснијим. У последња два века теорија и филозофија права су доживеле дијаметралну трансформацију, од строгог позитивизма до посткритичких правних студија. Роналд Дворкин заузима битно место у мисли о праву, изградивши идеје у праву као интегритету, заснованости на принципима, интерпретацији, мисли о држави, моралу и легитимитету закона.
Време у којем је Роналд Дворкин радио представља у америчкој теорији права време нове правности и моралности. Након конзервативног традиционализма које је владало у теорији права почетком 20. века, долази Дворкин који својим либералистичким визијама мења теоретску мапу права. Уводећи помало заборављене термине етике и политике, Роналд Дворкин постаје део новог таласа правне мисли која до те мере утиче на живот у САД и свету да долази до глобалног развоја свести о људским правима. Поготово у САД се то види, где долази до коначног правног изједначавања црне и беле расе. Пала је у воду доктрина „одвојено а једнако“ (separate but equal) која је раздвајање црнаца и белаца, уколико су услови под којима им се пружају услуге једнаки, чинила легалним. Рађају се нови правци мишљења у којима се расправља о етици и естетици у праву и о праву правног текста.
Дворкин је чувен по својој критици Хартовог позитивизма, која је у потпуности садржана у кјнизи „Царство права“ (Law's Empire). Дворкинова теорија је интерпретативна. Он сматра да правна норма мора имати одговарајућу институционалну подршку. Најзначајнији критичар позитивизма ту теорију одбацује у сваком облику, одбацујући тврдње о постојању опште теорије постојања и садржаја права. По Дворкину, теорија права би требало да буде она теорија која говори како би случајеви требало да буду решени. Она почиње једним апстрактним идеалом регулисања услова под којим држава треба да користи силу над грађанима.
Идући даље од позитивизма, Дворкин наглашава да су морални принципи који одговарају претходној судској пракси саме одредбе закона. Судије, како би примениле ове принципе, интерпретирају право с обзиром најбољег објашњења и оправдања претходне судске праксе.
Унутар своје теорије о интерпретацији права Дворкин је цитирао образложење пресуде донете у једном случају од стране судије Ерла. „Оно што је у намери законодавца је исто тако садржано у закону, као што је садржано у самом слову закона; а оно што јесте слово закона није закон, ако ти није била намера његових твораца.“ Овакво флексибилно тумачење законског текста Дворкин је обрадио кроз своје теорије правних норми, правних празнина и модел принципа у праву.

#### Теза правог одговора
Једна од најзанимљивијих али и најконтроверзнијих теза Роналда Дворкина је да постоји само једна врста одговора за скоро све случајеве. Узео је за пример имагинарног судију Херкула, идеалног судију, који познаје све правне изворе и који је изузетно мудар. Понашајући се по премиси да је право једна огромна мрежа, Херкул мора да исконструише теорију која најбоље одговара и оправдава право као целину, право као интегритет, како би на тачан начин решио било који појединачан случај. Херкул би, понашајући се тако, увек дошао, по Дворкину, до правог одговора.
Дворкиново схватање права је један од тих модерних приступа проблему дефиниције о праву. Роналд Дворкин право посматра као кохерентну целину и интегритет, а људска права се, по њему, могу једино заснивати на принципима. Иначе, термини „интегритет“ и „принципи“ и нису толико уобичајени за правну теорију.

#### Принципи
Удаљавајући се од теза позитивиста, Дворкин посматра моралне принципе као важеће облике позитивног права. У његовој визији, принципи чак превазилазе постојеће правне одредбе (у евроконтиненталном систему права) и прецеденте (у англоамеричком). Судови, како би открили и применили ове принципе, интерпретирају право на начин који у најбољој мери одговара важећим законима и пракси. Свака интерпретација се мора базирати на правним нормама, а њен задатак је, успут, и да искристалише судску праксу, односно устали одлучивање по сличним предметима у будућности. Из тих и сличних разлога Дворкин сматра да правда и моралност нису одвојиви од права, као и да су строга конструкционистичка теорија правног система и тумачење устава некохерентни.
Дворкинова схватања права треба гледати кроз призму Русоове природноправне теорије права. Осим тога, печат његовом раду дали су и Херберт Харт, Јирген Хабермас и Џон Ролс.

## Остваривање индивидуалних права

### Увод
Премисе: индивидуа не изводи своја права и грађанске слободе из државе, већ су она његова, изворна, независна од државе; држава и заједница нису еманација „народног духа“, грађанства, односно њених чланова, већ збир индивидуа.
Како бисмо схватили Дворкиново неслагање са првом негативном премисом, идеја државе и живота у заједници се мора гледати кроз призму моралног релативизма:
Да бисмо разумели Дворкиново схватање потребно је подсетити Аристотелове теорије која говори да је врлина услов среће човека, те да се у свему мора наћи баланс, односно мера; затим утилитаристичке теорије која изједначава морално са корисним, односно да ће се човек најбоље осећати када ураду нешто од користи за заједницу или себе; као и конвенционалистичке теорије која инсистира да је моралност поштовање традиције, праксе, односно обичаја који важе у заједници у којој појединац у питању живи.
Дворкинова теорија, међутим, није ни налик ни на једну од поменутих. Он говори да би моралност требало разликовати од правде и права, како би се дефинисао. Међутим, Дворкин уводи једну занимљиву поделу на јавну и приватну моралност. Постоје бројна неслагања у друштву што се тиче разних моралних, односно етичких питања. То говоре и разлике у правној регулативи неког броја тих питања. У Ирској је продаја презерватива, као најраспрострањенијег средства за контрацепцију, забрањена, док Холанђани с друге стране предњаче са либералним виђењем одређених спорних питања, на пример, уживања „лаких“ дрога, проституције, еутаназије и сл. Затим, постоје бројне групације које намећу другим своје виђење моралности, односно онога шта је исправно а шта не. Оно што је, по Дворкину, диктирано од стране лица које тежи бити суверен, од одређене владајуће групе или елите, има најмање везе са моралношћу, те таква наметања одређених „моралних становишта“ прерастају у реторику и тиранију.
Валидност популарног, односно јавног морала, је ипак неоспорна. Популарни морал, односно мишљење већине или елите одређене заједнице не може се изједначити с правом, и то је више него очигледно. Међутим, право свакако зависи од популарног морала. Истина, значајан део права се мора ослањати и на појединачни морал индивидуе.
Прави одговор на питање шта је морално, а шта не, по Дворкину тренутно не постоји. Можда ће одговор у будућности постојати, јер се и моралност мења – не само морал заједнице, већ и морал појединца кроз његов век.
Долази се до питања, међутим, како законодавац приликом формирања правних норми долази до моралног суда о будућој правној норми. Он ипак мора да прихвати мишљење које заузима заједница. Али како законодавац добија информације о том мишљењу, када је непосредна демократија данас немогућа нити се спроводе испитивања јавног мњења поводом будуће правне норме. Његова основа је дакако у интимном ставу законодавца.

### Тумачење устава у складу са моралом
Дворкин посматра устав (првенствено мислећи на Устав САД, али је његово размишљање примењљиво и на друге уставе) као скуп индивидуалних права која су исказана у њему на апстрактан и опипљив начин. Први амандман устава САД гарантује грађанима слободу говора, штампе, религије, збора и петиционирања, односно обраћања властима. Међутим, питање како применити ову норму остаје неодговорено. Да ли слобода говора и штампе подразумева и порнографију, оштре политичке критике и сл. Дворкин оставља судији да оцењује у конкретном случају „шта је морално“, а шта не. Дворкин је због овог става увелико био на мети критичара, јер већина судија, политичара и правника уопште сматра да не би требало мешати устав и морал, а и због тога што судије добијају већу моћ, и то науштрб законодавном телу, директно изабраном на парламентарним изборима.
Ипак, то је једини начин да се промптно одговори на динамичан правни живот јер конзервативни парламент, што је свима јасно, није у стању да се ухвати у коштац са динамиком непрекидно избијајућих питања.

### Очување аутентичности индивидуе унутар заједнице
Према Дворкину, заједница представља ентитет, који има одређени ниво персонификације, али не толики као код метафизичара на пример. Дворкин не заступа тезу да заједница постоји као нека посебна личност, стварни ум, који има сопствени интерес, становиште, чак и сопствено благостање. Али може се рећи да тај ентитет поседује одређено морално дејство и одговорност над члановима те заједнице. Међутим, то морално дејство се не изједначава са популарним моралом. Заједница има своје принципе који се могу, али и не морају поштовати.
Заједница, по Дворкину, се базира на интерпретацији и комуникацији. Није случајно што латинске речи communitas и communicatio имају исте корене. Језик је оно што је заједничко свим члановима једне заједнице и он је пут уласка у заједницу. Комуникација је такође битна компонента која јединке чини аутентичним, јер интерпретирају догађаје на различит начин. Саговорници притом могу и да оспоравају међусобне изјаве, али комуникација води социјалној конвенцији и друштвеној сагласности.
Из комуникације у заједници, Дворкин, заједно са Чарлсом Тејлором, развија већ поменуту идеју аутентичности личности – чланова заједнице. Они не желе да их посматрају по њиховим социјалним улогама. Али то је императив, будући да се налазимо у капиталистичко оријентисаном друштву. Међутим, идеал аутентичности, проналазак идентитета односно оригиналног пута и сврхе бивствовања не може бити створен изнутра, односно унутрашњим монологом индивидуа, јер је људски живот нарочито, суштински, особен по свом фундаментално дијалошком карактеру.
Дворкиново гледиште на заједницу, као и Тејлорово, се заснивају на Хабермасовој теорији комуникације. Да би заједница била успешна, чланови морају имати своје изворне моралне и политичке ставове, недиктиране од стране заједнице.

### Извор индивидуалних права и плурализам демократског друштва
Живимо у једном добу у којем се јавља читав низ до сада осуђиваних људских права, која многим круговима делују изопачено. Општа тенденција на пољу људских права је у дерегулацији од стране државе, односно саморегулацији. Овакав став поред Дворкина држе још и Томас Најџел, Џон Ролс, Џудит Џарвис Томпсон и др. Они држе да се избор о индивидуалним правима налази у склопу аутономије воље појединца, док од његових моралних убеђења и достојанства зависи да ли ће то право искористити (попут права на брак између хомосексуалаца у одређеним државама). Дворкин критикује стање на пољу људских права и грађанских слобода у азијским државама, нпр. у Кини Мао Цедунга где су слобода писане речи и права личности веома ограничена. Азијатски политичари, међутим реплицирају, да је азијатски систем вредности другачији од западног, који, успут, називају и егоистичким. Такође наводе да у њиховом систему већу вредност имају заједничке ствари и колективни циљеви и да је таква култура израз жеље да се постигне веће опште добро. Дворкин не попушта и даље тврди да је на грађанима да одлуче какве су истинске вредности једног друштва, одбацујући тезу о „културном империјализму“ запада, поготово САД.
Бавећи се оправдањем људских права, Дворкин наводи да нема ни универзалног ни посебног система вредности када су људска права у питању, те да она немају никакво универзално оправдање. она постоје сама по себи, не постоје ни због чега другог, ни због државе, ни због правног система, већ и право и држава постоје ради остварења људских права и ради човека самог.
Надаље Дворкин подржава теорију правног плурализма, развијену од стране првих правника-мислилаца природног права. У њој је природно право приказано као независно од државног а веће је по рангу од њега. Према тој теорији, творац права је свака заједница, не само држава. То унутрашње право заједнице, или социјално право претходни организацији једне групе и уређује једнакост, а не хијерархију. Међутим због повезивања либерализма и егалитаризма Дворкин се нашао на удару критичара, јер је централна идеја либерализма заједница, али заједница заснована на активном чланству, где се појединци истичу и успињу изнад других, а не где се поистовећују.

### Владавина права
У савременим државним порецима важи правило нуллум цримен сине леге, нулла поена сине леге, као и принцип владавине права (Rule of law) који ограничава поступке, не само грађана, већ и власти, правом. Међутим, Дворкин тврди да смисао ових максима није у заштити грађана, већ у обезбеђивању строге координације активности грађана и друштвене корист. Али, државе, пристајући на индивидуална права пристају у на две идеје које су строго везане са њима, а то су људско достојанство и политичка једнакост. Самим тим се долази у конфликтну ситуацију, јер ће се неизоставно јавити одређени закони који не одговарају савести индивидуе, односно које се косе са његовим индивидуалним правима. Индивидуа је принуђена да бира између кривичног гоњења и мирне савести с једне и одржаног слова закона, али противно савести, с друге стране. У другом случају, када индивидуа испоштује закон, неће моћи да живи са тим, односно, човек не може ићи против своје савести. Зато је врло вероватније да ће човек у складу са својим загарантованим индивидуалним правима поступити на први начин, те таква ситуација води до грађанске непослушности. Држава која гарантује индивидуална права, а почива на владавини права је, према Дворкину, неискрена и не поштује загарантована људска права.

### Легитимитет државе и њених закона
Дворкин под овом тезом сматра да је једна држава легитимна уколико грађани у својој савести имају обавезу о поштовању прописа и политичких одлука које она доноси.
Међутим, шта ако грађанин није гласао за неку одлуку на коју се и сам приморава? Откуд држави право на принуду у том случају? У суштини права стоји морал. Међутим нема сагласности око питања ко ствара морална правила. Кант сматра да је то заједница, а Дворкин да је то појединац. Правне норме морају бити моралне да би имале правну снагу.
Дворкину се не свиђа идеја општости и апстрактности у теорији легитимитета. То је један реалан појам пре свега зато што је и индивидуа реалан појам, са својим правима и слободама.
Решење питања легитимности Дворкин нуди премисом да би држава требало према свим грађанима да поступа једнако. Истина, ово је тешко одржива премиса, али ни грађанин ту није без обавеза. Интегритет захтева од сваког грађанина да призна и прихвати оно што се од њега захтева, као и да тражи од других оно што му припада.

### Дворкиново схватање демократије
Дворкин и Хабермас поводом питања демократије деле бројна мишљења, а сложни су и што се тиче критике других мислилаца на ову тему, па се конституционална концепција демократије, која је плод њиховог рада, може само назвати истовремено по имену обојице – Дворкинова и Хабермасова конституционална концепција демократије.
Генерално гледано демократија је владавина већине. Међутим, ова концепција има бројне недостатке јер ова владавина може врло брзо да пређе у тиранију већине. Дворкин и Хабермас решење виде у конституционалној заштити индивидуалних права. То је најбоља заштита од тираније већине. Ова концепција спаја права већине и индивидуална права свих грађана и чини идеално окружење за заштиту људских права и принципа за све грађане.
Такође, једно од битних постулата Дворкиновог виђења демократије је принцип независности. Чланови заједнице, чији израз воље представља власт, морају задржати своју самосталност и независност у погледу политичких и моралних ставова. Политичке одлуке које доноси власт морају проистицати из народа, иначе таква власт нема легитимитет. Кроз овај принцип дочарава заједничка Дворкинова и Хабермасова концепција једнородности јавне и приватне аутономије.

## Закључак
Почетних деценија 20. века, у правној филизофији у САД, владало је традиционалистичко виђење права, са Остином и Бентамом. Мултидисциплинарно сагледавање права је, као и његово повезивање са друштвеним фактима и идеалношћу, било онемогућено.
Дворкиново ступање на теоретску сцену права значило је раскид са традицијом правне мисли. Он уводи у право помало заборављене термине – етику и политику.
Право постаје, не само јавна, већ и приватна ствар, па долази до експанзије на пољу људских права, што је изражено не само у мирнодопско доба, већ и у рату, развојем међународног хуманитарног права. Али Дворкин је углавном теоретисао о праву за време мира, те се његов допринос види у развоју поштовања људских права од стране државне власти, у ограничењу државне самовоље и утицаја на појединца. Он својим делом „Суштина индивидуалних права“ покреће неколико питања, али и даје многе одговоре у вези са одржањем индивидуалних права загарантованих од стране државе, те интерпретацији права, поготово устава на начин који би више одговарао савременом човеку и који у већој мери штити његова индивидуална права.
На крају да додам да је Дворкин успео да својим делом дотакне и одговори на велики број актуелних питања на пољу права, али не и сва. Међутим, сигурно је да је успео да заокружи свој филозофски систем свим својим датим одговорима.